# Torre de Don Miguel
Torre de Don Miguel est une commune de la province de Cáceres dans la communauté autonome d'Estrémadure en Espagne.